# Ruth Jennifer Ondo Mouchita
Pour les articles homonymes, voir Ondo (homonymie).
Ruth Jennifer Ondo Mouchita, née le 2 novembre 1992 dans la province du Haut-Ogooué, est une reine de beauté gabonaise, élue Miss Gabon en 2013. En 2018, elle intègre le casting de l'émission de télé-réalité Les perles de Beverly Hills, tournée à Los Angeles et en cours de production.

## Biographie

### Élection Miss Gabon 2013
Ruth Jennifer Ondo Mouchita est couronnée Miss Gabon 2013 durant un gala organisé lors de la finale de la plus belle femme du Gabon qui s'est tenu le 22 décembre 2012 à la Cité de la démocratie de Libreville. Elle succède à Marie-Noëlle Ada et devient la 11e Miss Gabon[réf. nécessaire]. 

### Parcours
- Miss Haut-Ogooué pendant la phase des présélections[3].
- Miss Gabon 2013 à la Cité de la Démocratie à Libreville[3].
- Candidate à Miss Univers 2013 à Moscou, en Russie[4].

## Télé-réalité
En 2018, elle participe au tournage d'une émission de télé-réalité baptisée Les perles de Beverly Hills.